# Ордерик Виталий
Ордерик Виталий (лат. Ordericus Vitalis; 16 февраля 1075 — после 1141 или 1142) — средневековый английский хронист, автор «Церковной истории», одного из важнейших источников информации об истории Нормандии и Англии конца XI — начала XII века.

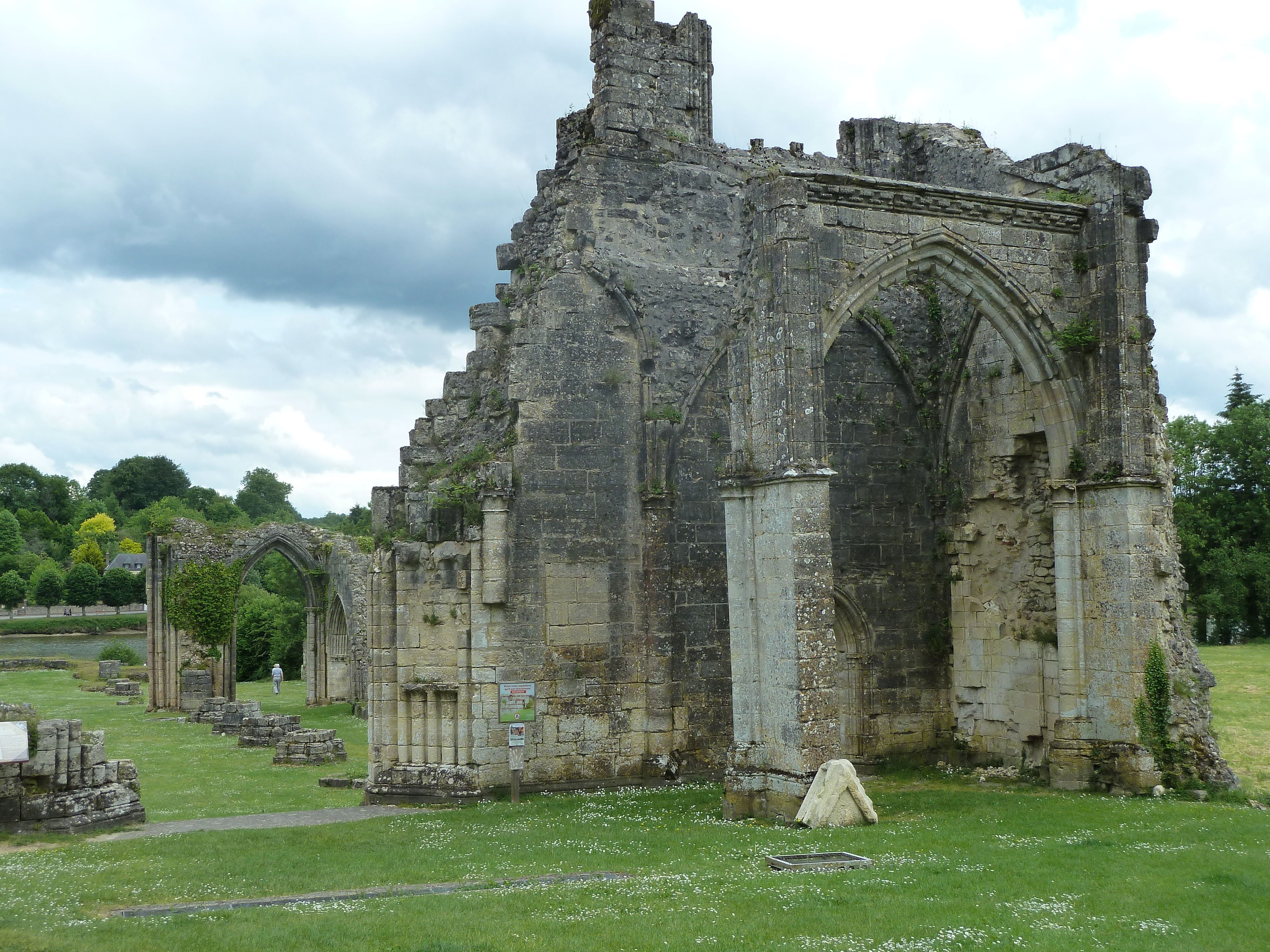
Руины собора аббатства Св. Эвруля, XI в.

## Биография

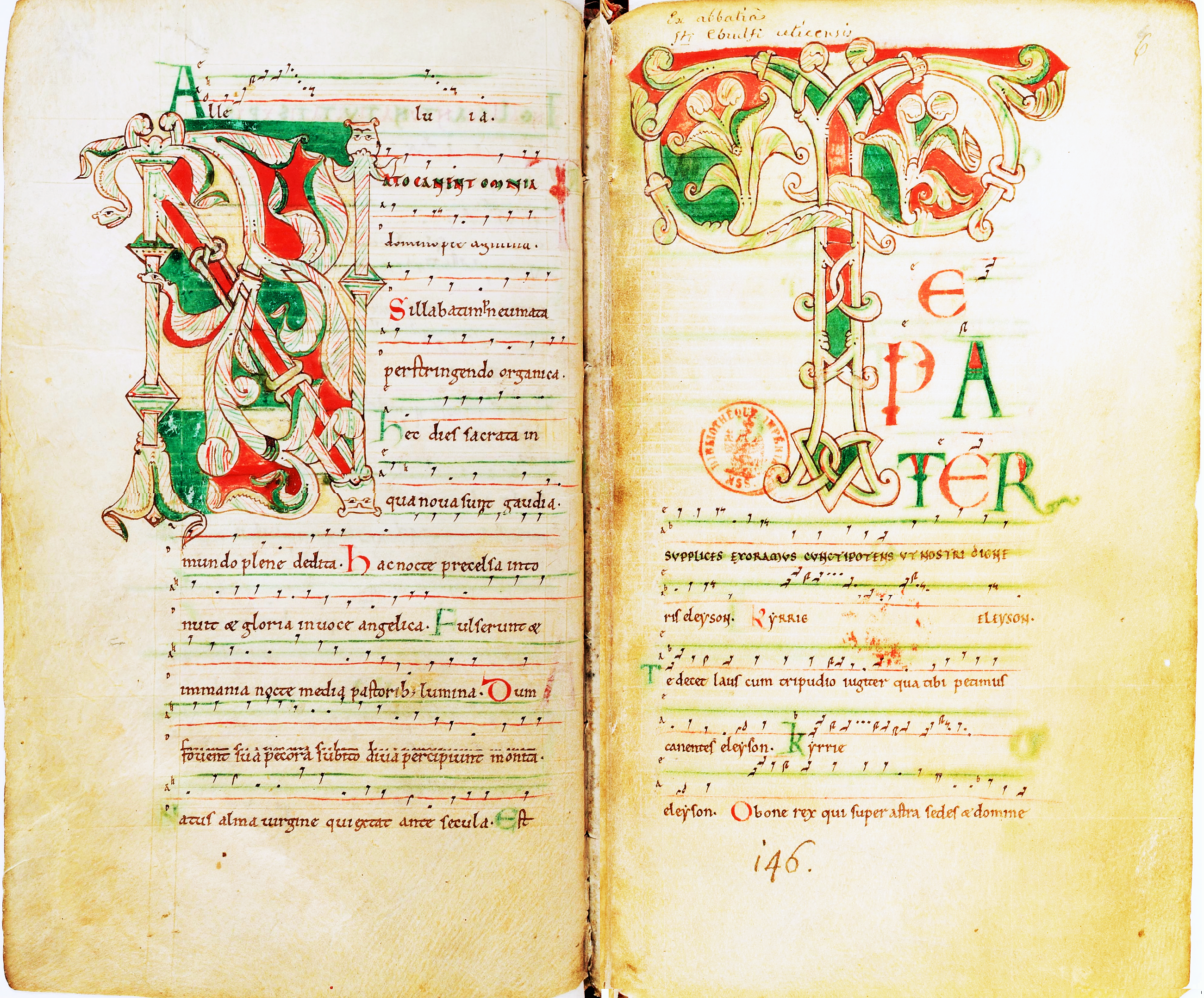
Рукопись музыкального трактата Гвидо д’Ареццо из скриптория аббатства Св. Эвруля, вторая пол. XI в.

Ордерик был старшим сыном матери-саксонки и французского клирика Оделера из Орлеана (ум. 1110), который перебрался в Англию, поступив на службу к нормандскому графу Роджеру Монтгомери и получив от него место приходского священника в одной из церквей Шрусбери (Шропшир). Помимо Ордерика, родившегося там 16 февраля 1075 года, он имел, как минимум, ещё двух сыновей: Эверарда и Бенедикта.
В пятилетнем возрасте Ордерика направили в церковную школу Святых Петра и Павла в Шрусбери, которой руководил учёный англосакс Сивард. В 1085 году, в возрасте 10 лет, он поступил послушником в нормандский монастырь Святого Эвруля, также находившийся под патронатом графа Роджера. В монастыре ему дали новое имя — Виталий, в честь одного из воинов Фиванского легиона. Обучаясь в монастырской школе у Иоанна из Реймса, он ещё в юности проявил себя искусным каллиграфом. В 1093 году Ордерик стал дьяконом, а в 1107-м или 1108 году рукоположён был в священники. 
Иногда он покидал монастырь: известно, что он три или четыре раза посещал Англию, в частности, прожив несколько месяцев в Кройландском аббатстве в Линкольншире (1116), бывал в Вустере, в Камбре (1105) и в Клюни (1132). Возможно, он присутствовал на церковном соборе в Реймсе в октябре 1119 года.
Помимо священнического служения, с ранних лет Ордерик Виталий увлёкся литературой и в течение многих лет посвящал значительную часть своего времени работе по переписке книг в скрипториях. В Камбре он познакомился с всемирной хроникой Сигеберта из Жамблу, а в начале XII века сам решил заняться историописанием, закончив к 1109 году собственную версию «Деяний нормандских герцогов», представлявшую собой переработку
одноименного сочинения Гийома Жюмьежского. Между 1099 и 1122 годами эврульские настоятели Роже дю Сап (ум. 1123) и Герен де Эссар (ум. 1137) поручили ему написать историю монастыря Святого Эвруля, к которой он приступил около 1115 года. 
«Церковная история» (лат. Historia Ecclesiastica) Ордерика, законченная в первой своей редакции около 1125 года, вскоре вышла за рамки истории монастыря и превратилась во всеобщую хронику современных ему событий. Само название книги заимствовано у Беды Достопочтенного — крупнейшего историка раннесредневековой Англии. В аббатство Святого Эвруля часто прибывали и проводили здесь последние годы своей жизни нормандские феодалы и рыцари из Сицилии, Южной Италии и Англии, а также из Шотландии, Испании и Утремера, посещали его и клирики из южноитальянских дочерних монастырей. В Англии у аббатства имелись обширные земельные владения, пожалованные ещё Вильгельмом Завоевателем. Это позволяло Ордерику Виталию собирать ценную историческую информацию, в том числе о современных ему событиях, и использовать её в своём труде.
«Церковная история» завершается 1141 годом и несколькими замечаниями о событиях 1142 года, причём Ордерик Виталий упоминает в этих главах, что сам он уже стар и болен. Это позволяет сделать вывод о последовавшей вскоре смерти Ордерика Виталия, возможно, наступившей 3 февраля или 13 июля 1142 года.

## «Церковная история»
«Церковная история» Ордерика Виталия состоит из 13 книг и трёх разделов:
1. Книги I и II, наименее ценные с исторической точки зрения, компилятивны по своему характеру и в основном рассказывают об истории христианства со времён Иисуса Христа. После 855 года Ордерик Виталий ограничивается списком римских пап, завершающимся Иннокентием II (1130—1143). Вероятно, эти книги, источниками для которых, в частности, послужили труды Евсевия Кесарийского, Иеронима Стридонского, Гильды Премудрого и Беды Достопочтенного, были написаны уже после завершения основной работы в 1136—1141 годах[8].
2. Книги III—VI представляют собой центральную часть творения Ордерика Виталия — летопись монастыря Святого Эвруля. Они были написаны, очевидно, в 1123—1131 годах[13]. В Четвёртой и Пятой книгах содержатся рассказы о деяниях Вильгельма Завоевателя в Нормандии и Англии, а также Роберта Гвискара в Южной Италии и Сицилии. В отношении событий до 1067 года эти рассказы представляют собой вольное изложение таких трудов, как «О нравах и деяниях первых герцогов Нормандии» Дудо Сен-Кантенского, «Деяния герцогов Нормандии» Гийома Жюмьежского и «Деяния Вильгельма» Гийома из Пуатье[17]. Особое значение имеют главы, описывающие события 1067—1071 годов, то есть первых лет после нормандского завоевания Англии, которые базируются на недошедших до нашего времени заключительных главах «Деяний Вильгельма». Основным источником по истории норманнских завоеваний в Италии служит Ордерику хроника Гоффредо Малатерра. После 1071 года Ордерик Виталий выступает уже как независимый историк, опираясь, помимо прочих источников, на «Песнь о битве при Гастингсе» Ги Амьенского[англ.] и «Житие святого Ансельма» Эдмера, однако по полноте информации эти книги уступают позднейшим томам «Церковной истории».
3. Книги VII—XIII посвящены политической истории современности, церковные вопросы в них оттеснены на второй план. Это наиболее ценная с исторической точки зрения часть работы Ордерика Виталия. В начале автор вкратце рассказывает историю Франции в период правления Каролингов и ранних Капетингов, а затем переходит к подробному изложению событий после 1082 года, в частности, книга IX посвящена Первому крестовому походу[7], основными источниками о котором послужили хроники Фульхерия Шартрского и Бальдерика Бургулийского[13]. Немало внимания уделяет в этих книгах Ордерик Священной Римской империи, папству, норманнским государствам в Южной Италии, однако главный интерес для автора представляет современная ему история Нормандии и Англии. Главы, посвящённые Роберту Куртгёзу, Вильгельму II Руфусу и Генриху I Боклерку, содержат уникальный материал и представляют собой важнейший источник информации по истории англонормандской монархии конца XI — начала XII века.

Свою летопись Ордерик Виталий доводит до 1141 года, до поражения и пленения короля Стефана в битве при Линкольне.
Язык Ордерика доступен, но весьма богат, а его словарь насчитывает свыше 8 000 слов и берёт свои истоки в трудах учёных Каролингской школы. Его труд написан возвышенным риторическим стилем, хотя изложение истории неважно организовано и изобилует неожиданными отступлениями. Невзирая на многочисленные фактологические и хронологические ошибки, он содержит множество бесценных деталей, которые отсутствуют в работах других хронистов. Особую ценность представляет освещение эрудированным и наблюдательным автором обычаев и идей своего времени, его проницательные замечания о общих тенденциях развития истории. Поэтому «Церковная история» является одним из важнейших источников по истории Англии ранненормандского периода, а также наиболее полным собранием данных по истории Нормандии и Королевства Мэн с 1087 по 1141 год. Предполагается, что Ордерик рассматривал своё сочинение как не столько историческое, сколько литургическое и, по мере написания очередных его глав, последовательно зачитывал их монашеской братии.
Вместе с тем, на современников и ближайших потомков Ордерика его труд не оказал заметного влияния, за исключением, разве что, Васа и Робера из Ториньи, и настоящее изучение его началось лишь в XVI веке, в эпоху Тюдоров.
«Церковная история» Ордерика сохранилась в трёх рукописях, в том числе автографической, находившейся в библиотеке французских королей и попавшей оттуда в собрание Национальной библиотеки Франции (MS lat. 10062), по которой она впервые была напечатана в 1619 году в Париже королевским историографом Андре Дюшеном. Полный французский перевод опубликован был в 1825 году в Париже Франсуа Гизо в многотомной «Коллекции мемуаров, относящихся к истории Франции». Оригинальное латинское издание было выпущено в 1838—1855 годах там же в пяти томах под редакцией историка и филолога Огюста Ле Прево для «Общества истории Франции», и в 1855 году переиздано там же учёным аббатом Ж. П. Минем в 188-м томе серии «Patrologia Latina». 
Новейший комментированный английский перевод «Церковной истории» подготовлен был в 1969 году медиевистом из Кембриджского университета Марджори Чибналл, выпустившей в 1984 году монографию о жизни и творчестве её автора.

## Издания
- Памятники истории Англии / Пер. Д. М. Петрушевского. — М., 1936.
- The ecclesiastical history of England and Normandy by Ordericus Vitalis. Edited and translated by Thomas Forester, with an introduction by François Guizot. — Volumes I—IV. — London: H. G. Bohn, 1853—1856. — (Bohn's antiquarian library).
- The Ecclesiastical History of Orderic Vitalis. Edited and translated by Marjorie Chibnall. — Volumes I—VI. — Oxford, 1968—1980. — (Oxford Medieval Texts). — ISBN 0-19-820220-2.
- The Gesta Normannorum Ducum of William of Jumièges, Orderic Vitalis, and Robert of Torigni. Edited and translated by Elisabeth van Houts. — Tomes I—II. — Oxford: Clarendon Press, 1992—1995. — cxxxiii, 156 p. + xv, 341 p. — (Oxford Medieval Texts).